# Subdivisions du pays de Galles
Le pays de Galles est divisé en 22 autorités unitaires (unitary authorities), chargées de tous les services publics locaux (éducation, environnement, voirie, etc.). Ces autorités unitaires sont appelées aires principales du pays de Galles (principal areas of Wales), et portent divers noms : neuf sont des comtés (counties), trois des cités (dont deux sont appelées « Cité et comté »), et dix sont des county boroughs. Ces divisions sont entrées en existence le 1er avril 1996, en application du Local Government (Wales) Act 1994.
Le souverain nomme un Lord Lieutenant chargé de la représenter dans les huit comtés préservés du pays de Galles, qui sont des combinaisons de ces aires principales. La police et les pompiers utilisent également des découpages qui leur sont particuliers.
Le pays est également parfois divisé en régions non officielles : les Galles du Nord, les Galles du Sud et les Galles de l'Ouest, auxquelles on adjoint parfois les Galles centrales.

## Cités
Depuis le 1er juin 2012, le pays de Galles compte six cités : Bangor, Cardiff, Newport, Saint-Asaph, St David's et Swansea.
Trois d'entre elles sont des aires principales : Cardiff et Swansea, qui sont des cités et comtés, et Newport, qui n'a pas la qualité de comté.
Bangor, Saint-Asaph et St David's sont des communautés relevant respectivement des aires principales de Gwynedd, Denbighshire et Pembrokeshire.

## Régions principales
Les noms marqués d'un astérisque (*) correspondent à des Cités (ou Cités-comtés). Ceux marqués d'une obèle (†) correspondent à des county boroughs. Les autres correspondent à des comtés. Les noms gallois sont donnés entre parenthèses, hormis lorsqu'il n'existe aucun équivalent en anglais.
|  | 1. Merthyr Tydfil (Merthyr Tudful) † 2. Caerphilly (Caerffili) † 3. Blaenau Gwent † 4. Torfaen † 5. Monmouthshire (Sir Fynwy) 6. Newport (Casnewydd) * 7. Cardiff (Caerdydd) * 8. Vale of Glamorgan (Bro Morgannwg) † 9. Bridgend (Pen-y-bont ar Ogwr) † 10. Rhondda Cynon Taf † 11. Neath Port Talbot (Castell-nedd Port Talbot) † 12. Swansea (Abertawe) * 13. Carmarthenshire (Sir Gaerfyrddin) 14. Ceredigion 15. Powys 16. Wrexham (Wrecsam) † 17. Flintshire (Sir y Fflint) 18. Denbighshire (Sir Ddinbych) 19. Conwy † 20. Gwynedd 21. Isle of Anglesey (Ynys Môn) 22. Pembrokeshire (Sir Benfro) |

## Communautés
Toutes les aires principales du pays de Galles sont subdivisées en communautés (communities), chacune ayant à sa tête un conseil communautaire (community council) élu. Elles ont remplacé les anciennes paroisses civiles en 1974, en vertu du Local Government Act 1972.

## Source
- (en) Cet article est partiellement ou en totalité issu de l’article de Wikipédia en anglais intitulé « Local government in Wales » (voir la liste des auteurs).